# Jai Bhim (película)
Jai Bhim (Viva Bhim) es una película de drama legal en idioma tamil indio de 2021. La película se estrenó en Amazon Prime Video, antes de Diwali, el 2 de noviembre de 2021. La película fue recibida positivamente por la crítica, que elogió la historia, las actuaciones, el peso emocional, la dirección y el mensaje social. Fue la película mejor calificada en IMDb con una puntuación de 9.5 /10, y se ha convertido en la primera película india en lograr la hazaña.

## Trama de la película
Jai Bhim,  cuenta la historia de violencia judicial que enfrenta una comunidad tribal. Basada en la historia real de una pareja, Sengenni y Rajakannu. Sengenni busca la ayuda de la defensora Chandru después de que su esposo desaparece bajo custodia policial.
Al comienzo de Jai Bhim, se muestra a los agentes de policía separando a un grupo de sospechosos según su casta. A los que pertenecen a las castas dominantes se les pide que se vayan, mientras que a otros que son dalits (anteriormente intocables) o pertenecen a comunidades tribales se les pide que se queden atrás. Posteriormente, la policía presenta cargos falsos contra los del segundo grupo. Es una escena desoladora e inquietante, con hombres asustados parados en la esquina, algo conscientes de su destino, un recordatorio de que tales actividades ocurren de forma rutinaria y de lo precarias que son las vidas de los marginados, especialmente los dalits, en los pueblos pequeños y en la India rural. Los dalits constituyen aproximadamente el 20% de la población de la India y, a pesar de las leyes que los protegen, continúan sufriendo discriminación y violencia.

## Impacto social
Jai Bhim recibió una respuesta abrumadora de los miembros de la fraternidad cinematográfica, incluidos Kamal Haasan, R. Madhavan, Sivakarthikeyan, entre otros. El ministro principal de Tamil Nadu, M. K. Stalin, elogió la película diciendo que había ocupado sus pensamientos durante toda la noche. [86] Dijo que el tema central de la película le recordaba su propio tiempo en prisión cuando fue arrestado en 1976 bajo MISA (Ley de Mantenimiento de Seguridad Interna, 1971) durante el período de emergencia, y que se sintió muy afligido después de ver la película. Jai Bhim es actualmente la película mejor calificada en IMDb, con una puntuación de 9.5/10. Al mismo tiempo que se convirtió en la primera película india en lograr tal hazaña, también superó las calificaciones de The Shawshank Redemption (1994) y The Godfather (1972).